# テクノスジャパン (ゲーム会社)
株式会社テクノスジャパン（英語: TECHNOS JAPAN CORP.）は、かつて存在した日本のゲームソフトウェア開発会社。
データイーストの専務だった瀧邦夫を中心とした同社の元スタッフによって1981年に設立。ただし1982年にはデータイースト製『プロテニス』のコピー基板を製造販売したとして訴訟を起こされる。同件は翌年8月、テクノスジャパンほか1社が謝罪し和解。『くにおくんシリーズ』によって一躍ヒットメーカーとなり、横スクロール格闘アクションゲームのブームを作る。

## 概要
一般的な呼称は「テクノス」 (TECHNOS) 。社名ロゴおよびテレビコマーシャルでも、略称である”テクノス”が強調された。初期にはTJCという略称も見られた。
「ゲームをシステム（ルール）と捉え、プラスアルファとなる要素を付け足して1+1=3にする」という姿勢で、同じシステムを流用するような単なる続編は制作していない。
また、キャラクター名を社員から採ることがあった。例として『くにおくんマガジン』における関係者インタビューによれば、当初は『熱血硬派』のタイトルで開発を進めたが、堅すぎるという理由で名前を付けることになった。熟考した結果、社長の名である『くにお（邦夫）』を拝借したという。1986年、アーケードゲームとして発売した『熱血硬派くにおくん』はヒットし、家庭用ゲーム機へ移植され後々シリーズ化していく（くにおくんシリーズ）。
創業当初の本社は東京都新宿区西新宿にあり、のちに同区歌舞伎町へ移転。1992年には中野区新井に自社ビルとして「テクノス中野ビル」を建設し、移転した。
1995年12月15日、事務所が閉鎖し事実上の業務停止。12月20日の臨時株主総会の決議によって解散した。かつての自社ビルはオーナーやテナント変更後も名称を変えず長らく存在していたが、2013年10月1日をもって「いちご中野ノースビル」へと名称変更された。
テクノスジャパン倒産後、同社の全ての版権はミリオンへ移動し、アトラスやアークシステムワークスが移植作を発売していた。
2015年6月12日付で、ミリオンの保有するテクノスジャパン関連の版権をアークシステムワークスに全て譲渡した。これにより、アークシステムワークスがテクノスジャパンのタイトルの版権を保持することとなった。同日よりアークシステムワークス運営のテクノス公式サイトが仮オープンし、同年8月11日に正式オープンした。

## ゲーム作品
- くにおくんシリーズ
  - 熱血硬派くにおくん関連作品
    - 熱血硬派くにおくん（AC版のみタイトー販売）
    - 初代熱血硬派くにおくん
    - 新・熱血硬派くにおたちの挽歌

  - ダウンタウン熱血物語関連作品
    - ダウンタウン熱血物語
    - ダウンタウン熱血行進曲大運動会
    - ダウンタウンすぺしゃる 時代劇だよ全員集合
    - びっくり熱血新記録
    - ダウンタウン熱血べーすぼーる物語

  - 熱血!すとりーとバスケット
  - 熱血高校ドッジボール部（※「熱血高校ドッジボール部 サッカー編」等 ドッジボール以外の続編も多数有）
  - 熱血格闘伝説
  - いけいけ熱血ホッケー部
  - くにおの熱血闘球伝説
- ダブルドラゴンシリーズ
  - ダブルドラゴン（AC版のみタイトー販売）
  - ダブルドラゴンII リベンジ
  - ダブルドラゴンIII ザ・ロゼッタストーン
  - リターン･オブ･ダブルドラゴン
  - ネオジオ版ダブルドラゴン
- すごろクエストシリーズ
  - すごろクエスト ダイスの戦士たち: すごろクエスト
  - すごろクエスト++ -ダイスニクス-: 「Sugoro Quest++ -DICENICS-」、すごろクエスト++
- コンバットライブス
- マッドチャンプ2088: 後にスーパーマッドチャンプにタイトル変更の上、ツクダオリジナルから発売された
- 太陽の天使マーロー お花畑は大パニック!
- ザ・ビッグプロレスリング（販売・データイースト）
- エキサイティングアワー（販売・タイトー）
- WWFスーパースターズ
- WWFレッスルフェスト
- V'BALL U.S.CHAMPIONSHP
- 西遊降魔録 流棒妖技ノ章
- シャドウフォース 変身忍者
- ポパイ いじわる魔女シーハッグの巻
- ポパイのビーチバレーボール
- 船木誠勝 HYBRID WRESTLER 闘技伝承
- ジオキューブ
- ダンクエスト 魔神封印の伝説（開発・日本アプリケーション）
- 超人学園ゴウカイザー
- ザインドスリーナ（販売・タイトー）
- ミステリアスストーンズ Drキックの大冒険
- バッテンオハラのスチャラカ空中戦
- ブギーマナー
- 出世大相撲（販売・新日本企画）
- ブロックアウト en:Blockout の移植
- 大怪獣の逆襲（販売・タイトー）
- スクランブルエッグ